# Märtyrerin der Liebe
Märtyrerin der Liebe est un film muet allemand réalisé par Rudolf Biebrach, sorti en 1915.

## Synopsis
Carola Königswerth est une grande amatrice d'art en plus d'être une sculptrice passionnée. Un jour, la jeune comtesse visite une exposition d'art avec son père, le comte Königswerth et son fiancé, Legationrat von Friesen. Elle y rencontre le peintre et sculpteur bien connu, le professeur Alexander Frey. Le père de Carola, qui connaît l'enthousiasme de sa fille pour l'art, veut la rendre heureuse et demande à Frey de la prendre comme élève dans sa classe de maître. Le professeur admet que seule Carola, en tant que sa muse personnelle, peut inspirer un nouvel art et lui demande de poser pour lui. Pour être plus précis : il n'a besoin que de son bras, dont la forme se retrouve désormais dans sa dernière sculpture. Le fiancé aristocratique s'indigne de tant d'impertinence et en parle au père de Carola. Elle, à son tour, est tellement en colère contre son comportement que son fiancé l'accuse de motifs injustes au lieu de motifs purement artistiques et jette la bague de fiançailles à ses pieds. Finalement, plus que la simple relation entre artiste et modèle se développe peu à peu entre Carola et Frey. Tous deux se marient et ont un enfant.
Des années d'une relation heureuse se sont écoulées depuis, et la jeune femme est elle-même devenue une artiste mature. Carola veut maintenant aussi participer à un concours pour une sculpture spécifique, une figure de fontaine. Son mari, un peu condescendant, le permet, persuadé qu'il remportera ce concours tout naturellement. C'est arrivé comme il se doit : le design de Carola a gagné, la seule deuxième place de son mari. Son mari réagit complètement dérangé, de son envie née de la vanité masculine offensée, la haine pure se développe en très peu de temps. Il la repousse publiquement et prévoit de se tirer dessus coram publico lors d'une célébration donnée pour marquer sa victoire. Carola est complètement consternée par la douleur évidente qui sévit contre son mari depuis cette défaite et lui arrache l'arme au dernier moment. Pour satisfaire son ego profondément blessé, elle se précipite dans la pièce où son premier prix est affiché et écrase sa sculpture primée devant les invités. Dans cet acte de folie, elle blesse tellement sa main créatrice qu'elle ne peut plus être active artistiquement, et se prive ainsi de sa plus grande joie. Elle est devenue une martyre de l'amour pour plaire à son mari. Frey elle-même est submergée par tant d'altruisme et se jette à ses pieds. Puis il se tourne vers son enfant et lui dit : « Adorez votre mère, c'est une sainte ! où son premier prix sera exposé, et écrase sa sculpture primée devant les invités. 
Dans cet acte de folie, elle blesse tellement sa main créatrice qu'elle ne peut plus être active artistiquement, et se prive ainsi de sa plus grande joie. Elle est devenue une martyre de l'amour pour plaire à son mari. Frey elle-même est submergée par tant d'altruisme et se jette à ses pieds. Puis il se tourne vers son enfant et lui dit : « Adorez votre mère, c'est une sainte ! où son premier prix sera exposé, et écrase sa sculpture primée devant les invités. Dans cet acte de fou furieux, elle blesse tellement sa main créatrice qu'elle ne peut plus être active artistiquement, et se prive ainsi de sa plus grande joie. Elle est devenue une martyre de l'amour pour plaire à son mari. Frey elle-même est submergée par tant d'altruisme et se jette à ses pieds. Puis il se tourne vers son enfant et lui dit : « Adorez votre mère, c'est une sainte ! Frey elle-même est submergée par tant d'altruisme et se jette à ses pieds. Puis il se tourne vers son enfant et lui dit : « Adorez votre mère, c'est une sainte ! Frey elle-même est submergée par tant d'altruisme et se jette à ses pieds. Puis il se tourne vers son enfant et lui dit : « Adorez votre mère, c'est une sainte !

## Fiche technique
- Titre : Märtyrerin der Liebe
- Titre danois : Kærlighedens Martyr
- Réalisation : Rudolf Biebrach
- Musique : Giuseppe Becce
- Pays d'origine :  Empire allemand
- Société de production : Messter Film
- Producteurs : Oskar Messter
- Format : Noir et blanc - Muet
- Dates de sortie :
  -  Empire allemand : 27 août 1915

## Distribution
- Franz Arndt
- Rudolf Biebrach
- Maria Forescu
- Henny Porten
- Walter Steinbeck
- Eduard von Winterstein